# André Steyert
André Steyert (8 juillet 1830 Lyon-17 décembre 1904 Lyon), est un héraldiste, historien et journaliste lyonnais.

## Biographie
André Steyert descend d'une famille originaire du pays de Bade, installée à Lyon avant la Révolution. Son père, commis libraire, est ruiné en 1844, et André est recueilli par son oncle. Il fait des études au séminaire, obtient le baccalauréat en 1850 et réside toute sa vie à Lyon. Bon dessinateur, il est employé par divers journaux, dont L'Illustration, et travaille comme héraldiste pour le libraire Auguste Brun. Il travaille de 1861 à 1872 comme archiviste aux Hospices civils de Lyon, et il écrit de nombreux articles historiques publiés dans la Revue du Lyonnais.
Érudit et passionné, il fréquente bibliothèques et archives. L’histoire de Lyon le captive tout particulièrement : ses institutions municipales, ses personnages ou familles célèbres, ses mœurs, ses usages, ses monuments, sa topographie, ses transformations. Taciturne, solitaire et très antirépublicain, il compose une Histoire de Lyon, dans laquelle il se montre plus partisan qu'historien impartial, au point que le 4e tome qui couvre Lyon sous la Troisième République jusqu'en 1899 n'est publié à Montbrison qu'en 1939, trente-cinq ans après sa mort.
André Steyert meurt dans le plus complet dénuement le 17 décembre 1904. D’abord placé dans une fosse commune, une souscription publique permet l'achat d'une concession à perpétuité et l'exécution d'un portrait en bronze au cimetière de Loyasse à Lyon

## Œuvres
- [1892] Armorial général de Lyonnais, Forez, Beaujolais, Franc-Lyonnais et Dombes, 1892.

Cet ouvrage reproduit plus de deux mille blasons, dessinés par l'auteur et comporte trois mille notices héraldiques. Ouvrage remarqué, il est réédité en 1974.
- Nouvelle Histoire de Lyon et des provinces de lyonnais : Forez, Beaujolais, Franc-Lyonnais et Dombes (en 3 volumes), Lyon, éd. Bernoux & Cumin.
  - [1895] Tome 1 : « Antiquité », 614 p. (sur archive.org).
  - [1897] Tome 2 : « Moyen-Âge », 668 p. (sur archive.org).
  - [1899] Tome 3 : « Epoque moderne », 666 p. (sur numelyo.fr)
  - [1939] Tome 4 : « De la Seconde Restauration jusqu'en 1899 », 395 p.

L'ouvrage est riche de nombreuses illustrations dessinées par l'auteur, mais il lui est reproché son absence de référencement, et un parti-pris anti-Romain qui nuit à la neutralité historique.